# Amilosa

Estructura de la amilosa.

La amilosa es el producto de la condensación de D-glucopiranosas por medio de obtener enlaces ramificadas glucosídicos {\displaystyle \alpha }(1,4), que establece largas cadenas lineales con 200-2500 unidades y pesos moleculares hasta de un millón; es decir, la amilosa es una α-D-(1,4)-glucana cuya unidad repetitiva es la a-maltosa. Tiene la facilidad de adquirir una conformación tridimensional helicoidal, en la que cada vuelta de hélice consta de seis moléculas de glucosa. El interior de la hélice contiene sólo átomos de hidrógeno, y es por tanto lipofílico, mientras que los grupos hidroxilos están situados en el exterior de la hélice. La mayoría de los almidones contienen alrededor del 25% de amilosa. Los dos almidones de maíz comúnmente conocidos como ricos en amilosa que existen comercialmente poseen contenidos aparentes de masa alrededor del 52% y del 70-75%.